# Goniastrea
Goniastrea is een geslacht van neteldieren uit de klasse van de Anthozoa (bloemdieren).

## Soorten
- Goniastrea columella Crossland, 1948
- Goniastrea edwardsi Chevalier, 1971
- Goniastrea favulus (Dana, 1846)
- Goniastrea minuta Veron, 2000
- Goniastrea pectinata (Ehrenberg, 1834)
- Goniastrea ramosa Veron, 2000
- Goniastrea retiformis (Lamarck, 1816)
- Goniastrea stelligera (Dana, 1846)
- Goniastrea thecata Veron, DeVantier & Turak, 2000